# 電話 (森高千里の曲)
「電話」（でんわ）は、1998年3月4日に森高千里が発表した楽曲、及び35枚目のシングル。CDコードはEPDA-57。

## 解説
カネボウ「SALA」TVCMイメージソング。アルバムヴァージョンが『Sava Sava』に収録されている。
カップリング曲「DRAGON」はインストゥルメンタル。

## 収録曲
1. 電話 （作詞：森高千里／作曲：高橋諭一）
2. DRAGON （作曲：森高千里）
3. 電話 （オリジナル・カラオケ）

## 演奏

### 電話
- 森高千里　ドラムス、アコーディオン、コーラス
- 高橋諭一　アコースティックギター、キーボード
- 橋本慎 　アコースティックピアノ
- 瀬戸由紀男　ベース、パーカッション

### DRAGON
- 森高千里　ドラムス、ピアニカ、アコーディオン
- 瀬戸由紀男　ベース、ギター